# ЦСКА 1948 II
ЦСКА 1948 II (болг. ЦСКА 1948 II) — болгарский футбольный клуб из Софии, вторая команда клуба ЦСКА 1948. Выступает во втором по значимости дивизионе страны.
Команда была образована в 2019 году и в сезоне 2019/20 приняла участие в одной из региональных лиг.
В 2021 году заявилась во вторую лигу на сезон 2021/22. 26 мая 2023 года команда досрочно, за два тура до завершения первенства, обеспечила себе 1-е место во второй лиге сезона 2022/23. Событие стало историческим для болгарского футбола: ранее вторые команды никогда не побеждали во втором по значимости дивизионе. На переход в высший дивизион вторые команды не имеют права, в противном случае команда гарантировала бы себе место в высшем дивизионе на следующий сезон за пять туров до финиша.
| Сезон   | Место    | И  | В  | Н | П  | Мячи  | О  |
| ------- | -------- | -- | -- | - | -- | ----- | -- |
| 2021/22 | 12 из 20 | 38 | 12 | 9 | 15 | 53-50 | 45 |
| 2022/23 | 1 из 18  | 34 | 22 | 8 | 4  | 60-17 | 74 |